# Yinshania furcatopilosa
Yinshania furcatopilosa är en korsblommig växtart som först beskrevs av Ke Chien Kuan, och fick sitt nu gällande namn av Yu Hua Zhang. Yinshania furcatopilosa ingår i släktet Yinshania och familjen korsblommiga växter. Inga underarter finns listade i Catalogue of Life.